# Jade Dufour
Jade Marie Dufour (ur. 11 lutego 1997) – kanadyjska zapaśniczka walcząca w stylu wolnym. Zajęła 21. miejsce na mistrzostwach świata w 2019. Brązowa medalistka mistrzostw panamerykańskich w 2018. Triumfatorka akademickich MŚ w 2018. Trzecia na MŚ U-23 w 2019, a także na MŚ juniorów w 2016 roku.
Zawodniczka Uniwersytetu Concordia z Montrealu.